# William Pulteney (General)

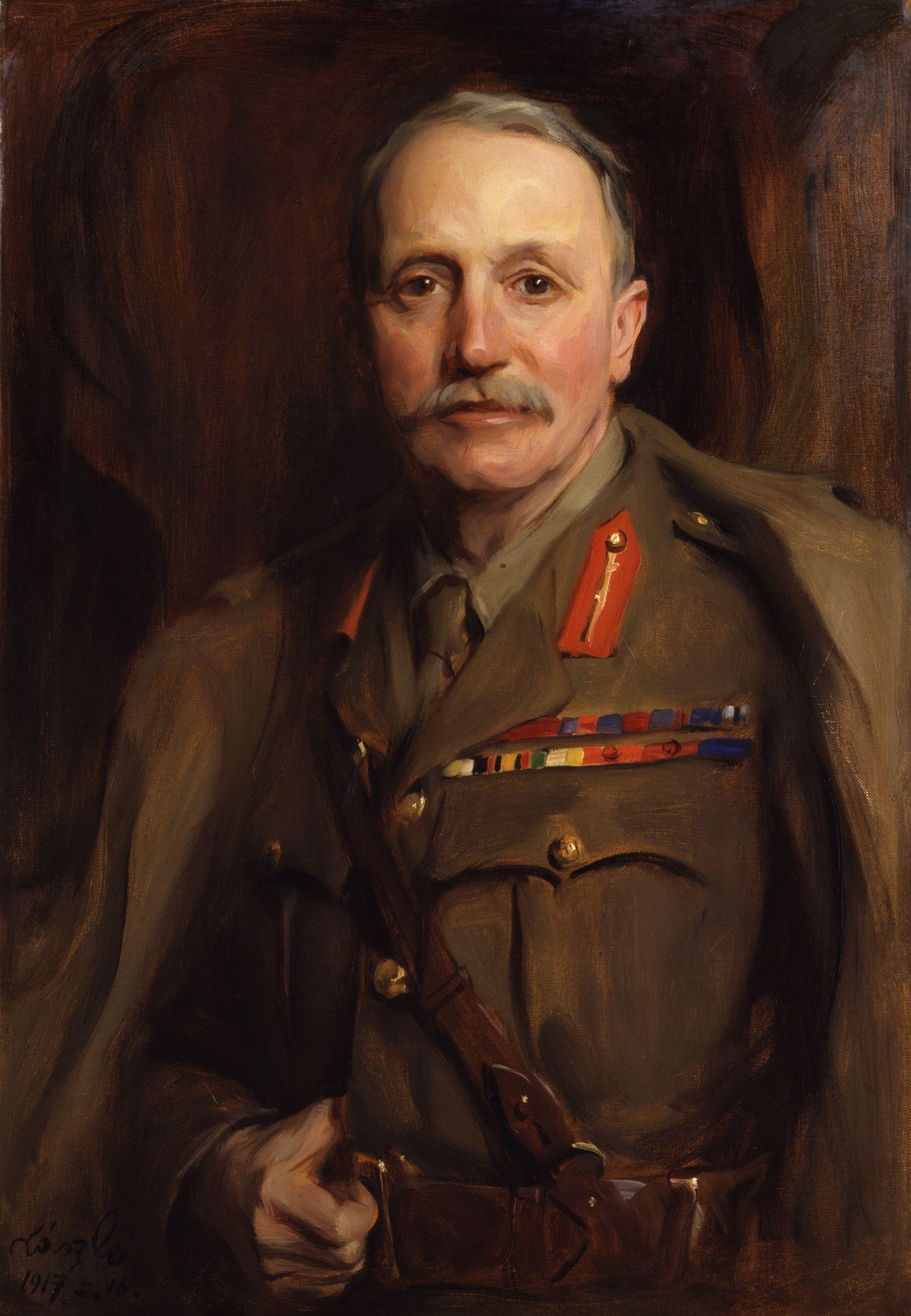
Porträt Pulteneys von Philip Alexius de László

Sir William Pulteney Pulteney GCVO, KCB, KCMG, DSO (* 18. Mai 1861 in Ashley, Northamptonshire; † 14. November 1941 in Stansted Mountfitchet, Essex) war ein britischer Offizier, zuletzt Lieutenant-General im Ersten Weltkrieg, und Gentleman Usher of the Black Rod von 1920 bis 1941.

## Leben
Pulteney wurde am Eton College erzogen und trat 1878 zunächst in die Oxford Militia ein, bevor er 1881 zu den Scots Guards kam. 1882 diente er in der ägyptischen Expedition, wo er unter anderem an der Schlacht von Tel-el-Kebir teilnahm. 1892 wurde er zum Hauptmann befördert. Von 1895 bis 1897 diente er im Protektorat Uganda und nahm an zwei militärischen Expeditionen teil, für deren letztere er den Distinguished Service Order erhielt und Mentioned in Despatches wurde. Als Major wurde er 1897 Vizekonsul im Kongo-Freistaat, was er bis 1899 blieb. Von 1899 bis 1902 diente Pulteney im Zweiten Burenkrieg, in dem er unter anderem das 1. Bataillon der Scots Guards befehligte und erneut Mentioned in Despatches wurde. Er erreichte in diesem Feldzug den Brevet-Rang eines Obersten.
1904 wurde Pulteney Regimentskommandeur der Scots Guards und wurde im folgenden Jahr als Companion in den Order of the Bath aufgenommen. Von 1908 bis 1909 befehligte er die 16. Infanteriebrigade im Irish Command und wurde zum Major-General befördert. Im Juli 1910 wurde er Kommandeur der 6. Division beim Irish Command und behielt diesen Posten bis 1914.
Bei Ausbruch des Ersten Weltkriegs im August 1914 erhielt er den Befehl über das III. Korps der British Expeditionary Force (BEF), mit dem er 1914 in den Schlachten an der Marne und an der Aisne, beim Wettlauf zum Meer und in der Ersten Flandernschlacht kämpfte. 1915 folgte die Teilnahme an der Zweiten Flandernschlacht. 1916 kam das Korps in der Schlacht an der Somme und 1917 in der Dritten Flandernschlacht zum Einsatz. Im Gegensatz zu anderen höheren Kommandeuren der ursprünglichen BEF kam er nie über ein Korpskommando hinaus, obwohl er mit dem König befreundet war. Dabei spielt auch eine Rolle, dass er nie eine Militärschule oder gar das Staff College besucht hatte. Von einem Untergebenen, Major-General Charles Bonham Carter, wurde er als „der komplett ignoranteste General, unter dem ich während des Krieges gedient habe“ beschrieben. Sein letztes Kommando während des Krieges war das des XXIII. Korps, das er bis April 1919 behielt. 1919 war er Mitglied der britischen Militärmission im Kaiserreich Japan und nahm 1920 seinen Abschied.
Anschließend diente er bis 1941 als Gentleman Usher of the Black Rod, dem Jahr, in dem er 80-jährig starb.